# Rob Stolk

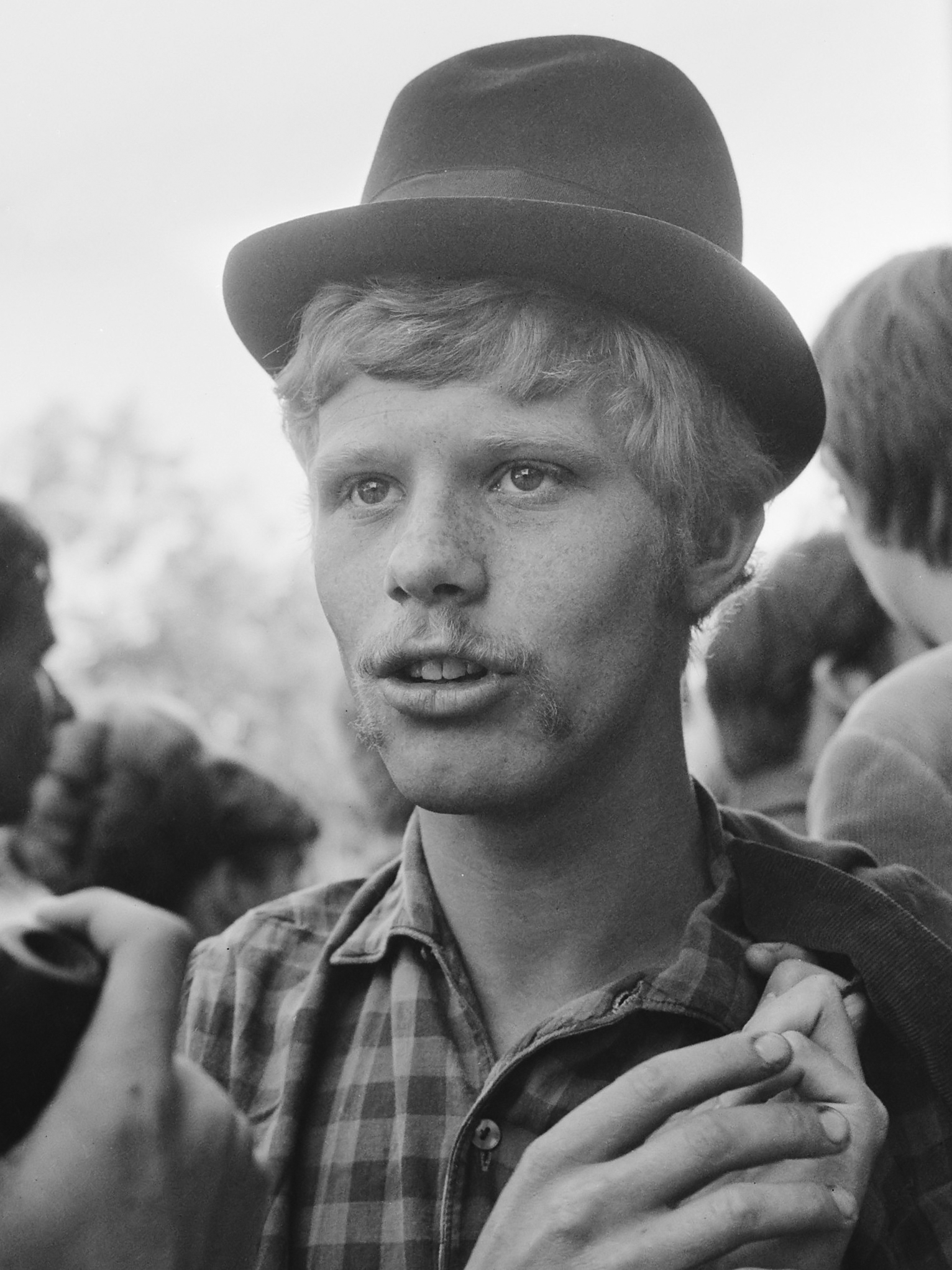
Rob Stolk met kenmerkende bolhoed, 1965

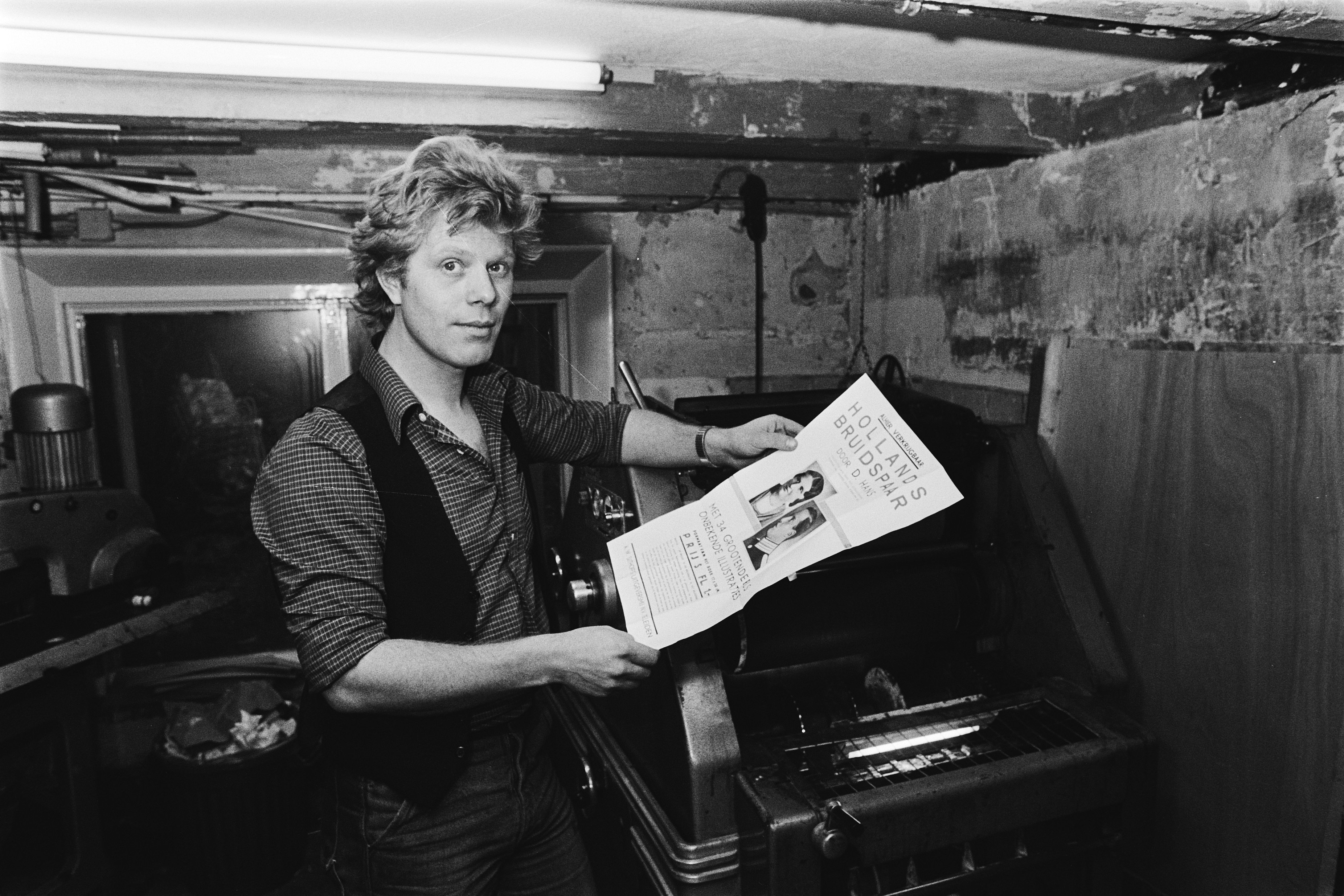
Rob Stolk, 1980. In zijn hand een pamflet dat hij als Provo drukte onder de naam antireclamebureau Sneek.

Robert Stolk (Zaandam, 23 februari 1946 – Amsterdam, 31 maart 2001) was een Nederlands politiek activist en drukker. 
Stolk groeide op in Zaandam, waar hij de HBS volgde. Nadat hij tweemaal was blijven zitten verliet hij de school in 1962 zonder diploma. Hij was steeds vaker in Amsterdam te vinden en was in 1965, samen met onder anderen Roel van Duijn en Garmt Kroeze, oprichter van Provo, een ludiek-anarchistische beweging, die bestond tot 1967. Tijdens Provo begon Stolk een carrière als maatschappelijk betrokken drukker.
Na de opheffing van Provo in 1967 richtte hij in 1969 het Koöperatief Woningburo De Kraker op en gaf hij een krakershandleiding uit. Voor de bezetting van het Maagdenhuis verschafte Stolk het breekijzer. In de jaren zeventig was hij actief in de Aktiegroep Nieuwmarkt. Toen de kraakbeweging radicaliseerde, keerde Stolk zich daarvan af. In 1976 begon hij Drukkerij Rob Stolk BV.
Stolk overleed op 55-jarige leeftijd aan een hartaanval. Zijn archief berust bij het Internationaal Instituut voor Sociale Geschiedenis.